# Clarksville (Iowa)
Clarksville és una població dels Estats Units a l'estat d'Iowa. Segons el cens del 2000 tenia 1.441 habitants.

## Demografia
Segons el cens del 2000, Clarksville tenia 1.441 habitants, 581 habitatges, i 393 famílies. La densitat de població era de 409,1 habitants per km².
Dels 581 habitatges en un 32,9% hi vivien nens de menys de 18 anys, en un 55,2% hi vivien parelles casades, en un 8,8% dones solteres, i en un 32,2% no eren unitats familiars. En el 28,7% dels habitatges hi vivien persones soles el 17,7% de les quals corresponia a persones de 65 anys o més que vivien soles. El nombre mitjà de persones vivint en cada habitatge era de 2,38 i el nombre mitjà de persones que vivien en cada família era de 2,91.
Per edats la població es repartia de la següent manera: un 25% tenia menys de 18 anys, un 6,4% entre 18 i 24, un 26,6% entre 25 i 44, un 20,5% de 45 a 60 i un 21,6% 65 anys o més.
L'edat mediana era de 39 anys. Per cada 100 dones de 18 o més anys hi havia 82 homes.
La renda mediana per habitatge era de 32.857 $ i la renda mediana per família de 37.457 $. Els homes tenien una renda mediana de 28.795 $ mentre que les dones 20.821 $. La renda per capita de la població era de 14.811 $. Entorn del 8,2% de les famílies i el 9,7% de la població estaven per davall del llindar de pobresa.

## Poblacions més properes
El següent diagrama mostra les poblacions més properes.